# Janez Zupanec
Janez Zupanec, slovenski politik, poslanec in doktor tehniških znanosti, * 22. junij 1951.

## Življenjepis
Leta 1992 je bil izvoljen v 1. državni zbor Republike Slovenije; v tem mandatu je bil član naslednjih delovnih teles:
- Odbor za kmetijstvo in gozdarstvo,
- Odbor za nadzor proračuna in drugih javnih financ,
- Odbor za znanost, tehnologijo in razvoj in
- Odbor za finance in kreditno-monetarno politiko (od 25. maja 1995).